# جغدباز هیوم
جغدباز هیوم (نام علمی: Ninox obscura)، یک گونه از جغدهای خانواده جغدان راستین (Strigidae) است که در جزایر آندامان بومی است و زیستگاه طبیعی آن جنگل‌های دشت نمناک نیمه‌گرمسیری یا گرمسیری و جنگلهای حرای نیمه‌گرمسیری یا گرمسیری است. به دلیل از بین رفتن زیستگاه نایاب می‌شود.